# Małysz i Karlson
Małysz i Karlson / Braciszek i Karlsson (ros. Малыш и Карлсон) − radziecki krótkometrażowy film animowany z 1968 roku w reżyserii Borisa Stiepancewa powstały na podstawie powieści Astrid Lindgren pt. "Braciszek i Karlsson z Dachu". Film jest ekranizacją pierwszej części utworu. W 1970 roku powstał sequel filmu pt. Powrót Karlsona.

## Fabuła
Historia Braciszka, który marzył o własnym psie i jego przyjaciela Karlssona, który mieszka na dachu.

## Obsada (głosy)
- Kłara Rumianowa jako Małysz (Braciszek)
- Wasilij Liwanow jako Karlson (Karlsson z Dachu)

## Animatorzy
Mstisław Kupracz, Oleg Safronow, Wiktor Szewkow, Anatolij Solin, Antonina Aleszyna, Jurij Butyrin, Rienata Mirienkowa, Wiktor Lichaczew, Olga Orłowa

## Nagrody
- 1970: pierwsza nagroda w sekcji filmów animowanych na Wszechzwiązkowym Festiwalu Filmowym w Mińsku.